# Хам Лејк (Минесота)
Хам Лејк (енгл. Ham Lake) град је у америчкој савезној држави Минесота.

## Демографија
По попису из 2010. године број становника је 15.296, што је 2.586 (20,3%) становника више него 2000. године.
| Група             | 2000.          | 2010.          |
| Белци             | 12.213 (96,1%) | 14.269 (93,3%) |
| Афроамериканци    | 64 (0,5%)      | 103 (0,7%)     |
| Азијати           | 96 (0,8%)      | 375 (2,5%)     |
| Хиспаноамериканци | 145 (1,1%)     | 337 (2,2%)     |
| Укупно            | 12.710         | 15.296         |